# Бурелет

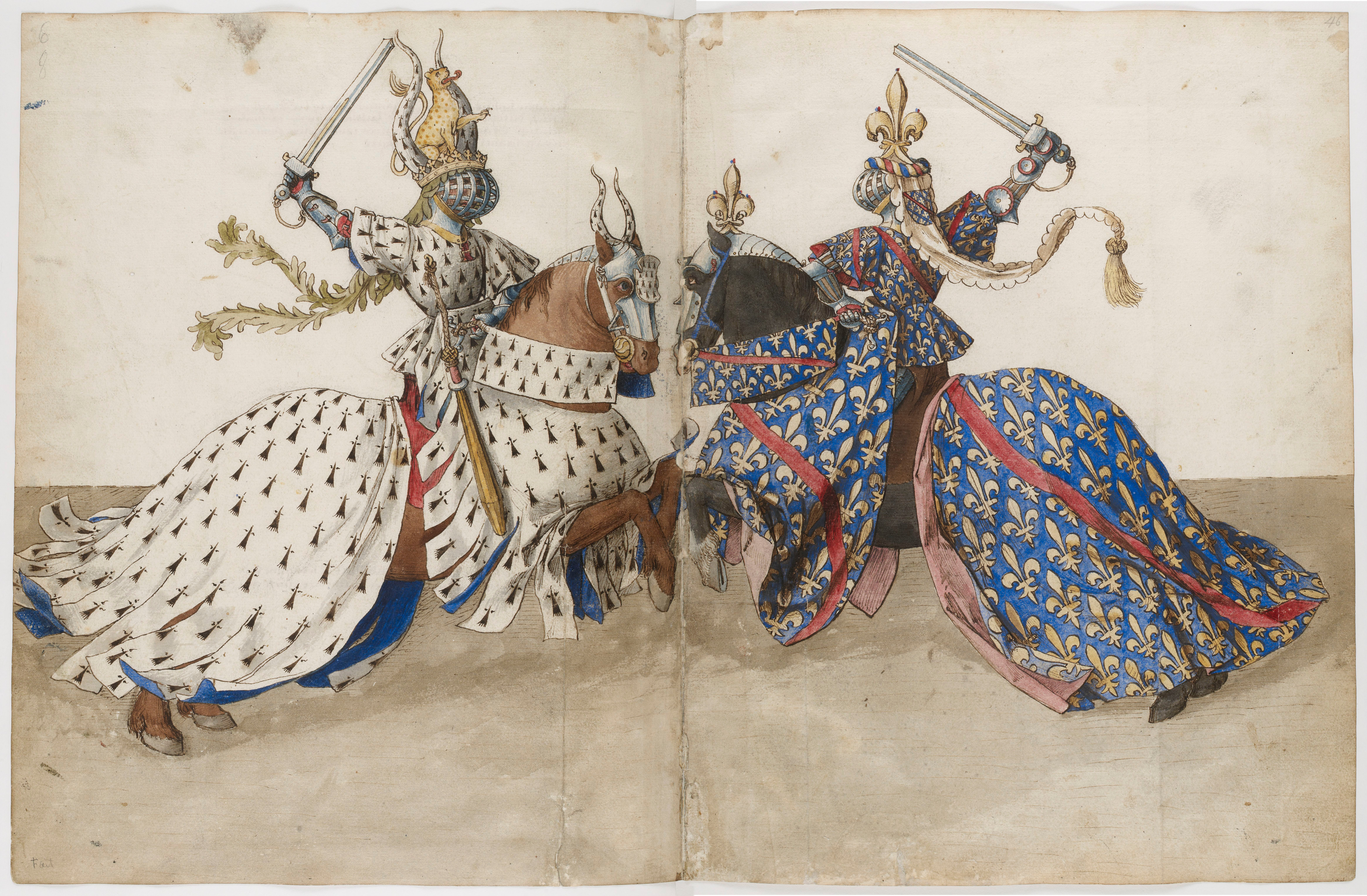
Голова рыцаря в синем украшена бурелетом; миниатюра XV века

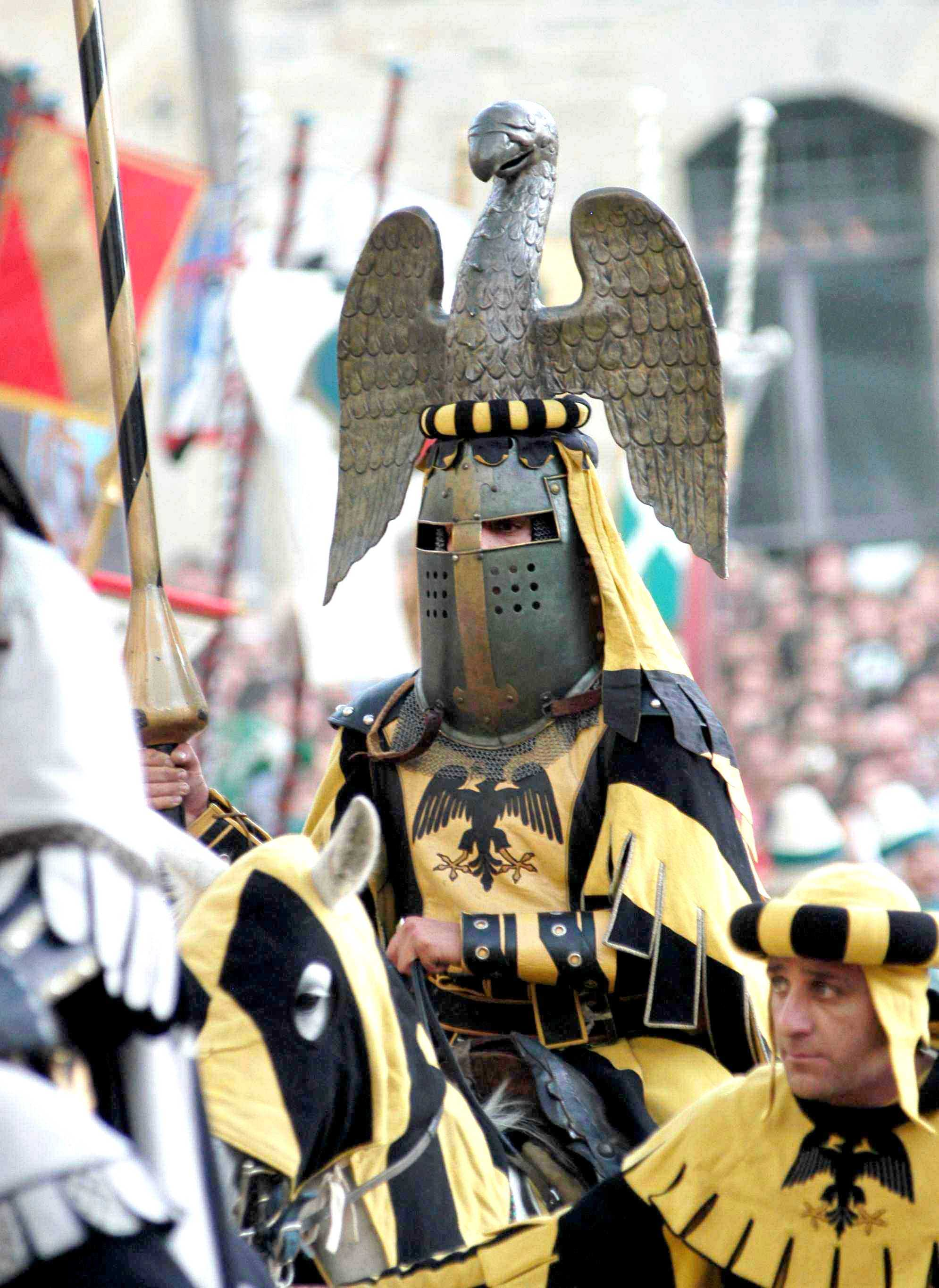
Рыцарь в сюрко и горшковом шлеме с нашлемной фигурой, бурлетом и намётом

Бурле́т или буреле́т (фр. bourrelet — валик, круглая подушка для переноса тяжестей на голове) — один из гербовых элементов.
Первоначально бурелет — это две-три матерчатые трубки, туго набитые шерстью, которые надевали поверх шлемов, чтобы ослабить удары. А во время крестовых походов бурелет удерживал намёт (кусок материи), который защищал от солнца. Крестоносцы заимствовали бурелет у бедуинов, который у последних носит название икаль.
Бурелет являлся символом того, что рыцарь действительно побывал в крестовом походе. Поэтому изображение бурелета можно встретить в геральдике. Бурелеты имели цвет знамени и щита, под которыми сражался рыцарь.
Обычно состоит из шести витков. Так же, как и намёт, бурлет должен быть окрашен в основные цвета герба, причём первый виток должен быть металлическим, второй — финифтяным и далее в такой же последовательности.
С самого начала русское официальное герботворчество считало бурлет дворянским (сословным) атрибутом. Венок, скрученный из лент по металлу и финифти главного щита, может заменять корону в нашлемнике.
После Второй мировой войны ряд вновь образованных государств в Океании, Африке и Карибском бассейне взяли бурлет как гербовый элемент в свои государственные гербы, придав ему национальные цвета.